# الثلاثية (حكومة فرنسا 1944 - 1947)
كانت الثلاثية (التعددية الحزبية) هي وضع الحكومة في فرنسا من عام 1944 حتى 1947، عندما كان يحكم البلاد التحالف الثلاثي بين الشيوعيين والاشتراكيين والديمقراطيين المسيحيين، يمثلهم الحزب الشيوعي الفرنسي (PCF) والفرع الفرنسي للمنظمة العمالية الدولية (SFIO) والحركة الجمهورية الشعبية (MRP) على التوالي. وقد تم التوقيع على الميثاق الرسمي للثلاثية في 23 يناير 1946، بعد استقالة شارل ديغول، الذي كان معارضًا لمسودة الدستور. كانت مسودة الدستور تصور النظام البرلماني، بينما كان ديغول يفضل النظام الرئاسي.
فقدت الطبقة السياسية التقليدية، التي شملت كل الأحزاب اليمينية بالإضافة إلى الحزب الراديكالي الاشتراكي الذي يرمز إلى الجمهورية الثالثة (1871–1940)، مصداقيتها تمامًا بحلول عام 1944. وقد شملت أسباب فقدان هذه الشرعية في المقام الأول التعاون مع العدو في العديد من هذه الجهات وكذلك الفشل في الثلاثينيات في وضع حد للأزمة الاقتصادية التي اتسمت بها سنوات الكساد الكبير. وبالتالي اختار التحالف الجمهوري الديمقراطي، وهو الحزب اليميني الوسطي بعد الحرب العالمية الأولى، التعاون مع العدو وهو خيار أيده زعيم التحالف بيير ايتيان فلاندين بالإضافة إلى أعضاء آخرين مثل جوزيف بارتيليمي.
وعلاوة على ذلك، اعتُبرت الطبقة السياسية مسؤولة مسئولية مشتركة عن انهيار الجمهورية الثالثة في عام 1940 بعد معركة فرنسا الكارثية، التي وصفها المؤرخ مارك بلوك فيما بعد باسم "الهزيمة الغريبة (l'étrange défaite). وبهذه الطريقة ظهرت الديغولية والشيوعية باعتبارها القوى السياسية الأكثر شعبية في البلاد.
ومع ذلك، استقال شارل ديغول، الذي كان يفضل النظام الرئاسي، من الحكومة في عام 1946 وبقي منذ هذا التوقيت في المعارضة حتى عودته المظفرة خلال أزمة مايو 1958. ومن جانبها، حصلت كل من الحركة الجمهورية الشعبية والفرع الفرنسي للمنظمة العمالية الدولية والحزب الشيوعي الفرنسي على ما بين 20% و30% من الأصوات، بما يقرب من 150 نائبًا لكل منهم بين سبتمبر 1944 ومايو 1947. وبعد ذلك، أصبح الحزب الشيوعي الفرنسي وحزب تجمع الشعب الفرنسي (RPF) الذي يقوده ديغول، الحزبين الرئيسيين في فرنسا؛ ومع ذلك ظل كلاهما في المعارضة لأنهما لم يتمكنا من تلقاء أنفسهما من حشد الأغلبية المطلقة المطلوبة لتشكيل الحكومة، وكان التحالف بينهما أمرًا لا يصدق. وقد نجح تحالف الأحزاب الثلاثة في الحكومة بقيادة القوة الثالثة، التي تضم الاتحاد الديمقراطي والاشتراكي للمقاومة (UDSR) والفرع الفرنسي للمنظمة العمالية الدولية والحركة الجمهورية الشعبية، مع أنصار ديغول والشيوعيين في تشكيل المعارضة.

## الحكومة المؤقتة وتشويه سمعة الطبقة السياسية
بعد تحرير فرنسا، تم حل حكومة فيشي وتشكيل الحكومة المؤقتة للجمهورية الفرنسية (GPRF). وبعدما فقدت الطبقة السياسية مصداقيتها وتضمنها للعديد من الأعضاء الذين تعاونوا بشكل أو بآخر مع العدو، أصبحت الديغولية والشيوعية القوى السياسية الأكثر شعبية في فرنسا. وكان شارل ديغول قد قاد المقاومة في الخارج، بينما كان يُلقب الحزب الشيوعي الفرنسي باسم «حزب الـ 75000 الذين أُعدموا» (parti des 75 000 fusillés) لأنه الحزب الذي كان قد قاد المقاومة في جزء فرنسا الواقع في أوروبا. ومن ناحية أخرى، فقد الحزب الراديكالي الاشتراكي، الذي يرمز بنفسه إلى الجمهورية الثالثة الفرنسية (1871–1940)، مصداقيته تمامًا في الدور الذي يقوم به قبل الحرب وخلالها؛ وبالمثل فقدت الأحزاب المحافظة مصداقيتها في دورها خلال فترة التعاون مع العدو.
وضع ميثاق مارس 1944، التابع لـالمجلس الوطني للمقاومة (CNR) وهو المنظمة الرئيسية للمقاومة والذي كان يسيطر عليه أنصار الحركة المستقلة (FTP)، تصورًا لإقامة ديمقراطية اجتماعية، تشمل اقتصادًا مخططًا مركزيًا. وقد فقدت الليبرالية الكلاسيكية مصداقيتها خلال انهيار وول ستريت (1929) وعدم قدرتها على التوصل إلى حل مناسب لمعالجة فترة الكساد الكبير.
قدمت الحكومة المؤقتة للجمهورية الفرنسية برنامجًا للإصلاحات الاجتماعية ووضعت أسس دولة الرفاهية الفرنسية. كما أنها أقرت بعض التأميمات في القطاعات الاقتصادية الإستراتيجية و/أو التي يسيطر على المتعاونون مع العدو المحتل (بما فيها تأسيس شركة كهرباء "Électricité de France" أو (كهرباء فرنسا) عام 1946 وتأميم شركة تأمين إيه جي إف عام 1945 وتأميم بنك كريدي ليونيه عام 1945 وبنك سوسيتيه جنرال عام 1946، بالإضافة إلى تأميم شركة صناعة السيارات رينو، التي قد تم اتهامها بالتعاون مع العدو). وكان استقلال اتحاد نقابة العمال مضمونًا بموجب ميثاق آميان لعام 1946. وقد تألف هذا البرنامج من جزء كبير مما يسمى بـacquis sociaux (الحقوق الاجتماعية) والذي تأسس في فرنسا خلال النصف الثاني من القرن العشرين.
قاد شارل ديغول الحكومة المؤقتة للجمهورية الفرنسية من عام 1944 حتى 1946. وفي نفس الوقت، جرت مفاوضات على الدستور الجديد المقترح، الذي كان من المقرر أن يتم طرحه للاستفتاء. ودعا ديغول إلى نظام حكم رئاسي وانتقد إعادة ما أسماه بشكل سيئ «نظام الأحزاب». واستقال في يناير 1946 وحل محله فيليكس جوين (SFIO). وفي النهاية، لم يؤيد مسودة الدستور إلا الحزب الشيوعي الفرنسي والفرع الفرنسي للمنظمة العمالية الدولية، وهي المسودة التي كانت ترى شكلاً من أشكال الحكومة المبنية على التشريع الأحادي، ولكن تم رفضها في استقتاء 5 مايو 1946.

### انتخابات 1946
في انتخابات 1946، حاول تجمع اليساريين الجمهوريين (Rassemblement des gauches républicaines)، الذي شمل الحزب الراديكالي الاشتراكي والاتحاد الديمقراطي والاشتراكي للمقاومة وغيرهما من الأحزاب المحافظة الأخرى، معارضة تحالف الحركة الجمهورية الشعبية والفرع الفرنسي للمنظمة العمالية الدولية والحزب الشيوعي الفرنسي دون جدوى. وقد تضمنت الجمعية التأسيسية الجديدة 166 نائبًا من الحركة الجمهورية الشعبية و153 من الحزب الشيوعي الفرنسي و128 من الفرع الفرنسي للمنظمة العمالية الدولية، مما أعطى التحالف الثلاثي أغلبية مطلقة. وحل جورج بيدو (MRP) محل فيليكس جوين]كرئيسٍ للحكومة.
تمت كتابة مسودة جديدة للدستور، والتي اقترحت هذه المرة تأسيس الحكومة من برلمان من مجلسين. وترأس ليون بلوم (SFIO) الحكومة المؤقتة للجمهورية الفرنسية من عام 1946 حتى 1947. بعد انتخابات تشريعية جديدة في يونيو 1946، وتولى المسيحي الديمقراطي جورج بيدو رئاسة مجلس الوزراء. وبالرغم مما يُسمى بـخطاب بايو لشارل ديغول في 16 يونيو 1946 الذي أدان فيه المؤسسات الجديدة، وافق الفرنسيون على المسودة الجديدة حيث صوّت 53% من الناخبين لصالحه (مع امتناع 31% عن التصويت) في استفتاء 13 أكتوبر 1946. ونتج عن ذلك تأسيس الجمهورية الرابعة في العام التالي، وهو نظام تكون فيه السلطة التنفيذية بشكل أساسي في يد رئيس المجلس. وتم إعطاء رئيس الجمهورية دورًا رمزيًا إلى حد كبير، بالرغم من أنه ظل قائد الجيش وكملاذ أخير يمكن استدعاؤه لحل النزاعات.
فاز الحزب الشيوعي الفرنسي بمعظم الأصوات زيادة عن أي حزب في انتخابات نوفمبر 1946، حيث حاز على 28.8% من الأصوات ودفع الشيوعي موريس توريز لإجراء محاولة غير ناجحة لرئاسة المجلس.

## الجمهورية الرابعة
أنشأ دستور 1946، الذي أسس الجمهورية الرابعة (1947–1958)، جمهورية برلمانية، متميزة عن النظام الرئاسي الذي سيميز الجمهورية الخامسة (1958-). ووفقًا لذلك، تقرر تشكيل الحكومة بواسطة البرلمان، المشكلة، واعتمدت بشكل كبير على تشكيل تحالفات بين الأحزاب الأكثر شعبية، وهو ما يعني عمليًا الحركة الجمهورية الشعبية والفرع الفرنسي للمنظمة العمالية الدولية والحزب الشيوعي الفرنسي.
رفض الحزب الشيوعي الفرنسي الموافقة على اعتمادات الحرب للحرب الهندوصينية الأولى في 19 مارس 1947. وتم وضع الحد الأدنى للأجور في 31 مارس بينما قمعت حكومة بول رامادير، المشكّلة من الفرع الفرنسي للمنظمة العمالية، تمرد مدغشقر بالقوة مما أدى إلى وفاة 90000-100000 شخص. وعندما أسس شارل ديغول تجمع الشعب الفرنسي (RPF) في أبريل 1947، منعت الحركة الجمهورية الشعبية أعضاءها من الانضمام إليه. وتوقف حزب الحركة الجمهورية الشعبية عن كونه حزب الديغولية وبدلاً من ذلك عرف نفسه على أنه الحزب الديمقراطي المسيحي.
انهار نظام الثلاثية (التعددية الحزبية) مع أزمة مايو 1947 التي استبعدت فيها حكومة رامادير الوزراء الشيوعيين من المشاركة؛ وكان هذا الحدث هو الذي شكل بداية رسمية للحرب الباردة في فرنسا. ويمكن وصف أزمة مايو 1947 بأنها نتيجة لرفض الشيوعيين مواصلة تقديم الدعم لاستعادة الاستعمارية الفرنسية في فيتنام من ناحية، بالإضافة إلى تجميد الأجور خلال فترة التضخم من ناحية أخرى، والتي كانت الأسباب المباشرة لطرد موريس توريز وزملائه من الائتلاف الحاكم في مايو 1947. ومن هذه اللحظة كانت الجمهورية الرابعة تعاني من عدم الاستقرار البرلماني لأن اثنين من الأحزاب الأكثر شعبية في فرنسا، حزب «تجمع الشعب الفرنسي» الذي أسسه ديغول والحزب الشيوعي الفرنسي، ظلا على مقاعد المعارضة.

## مصدر Wiki
- 1946 Constitution (French)

‌